# Santo Domingo de Silos
Santo Domingo de Silos là một đô thị trong tỉnh Burgos, Castile và León, Tây Ban Nha. Theo điều tra dân số 2004 (INE), đô thị này có dân số là 292 người.
The municipality is most famous for the Santo Domingo de Silos Abbey

Santo Domingo de Silos Abbey
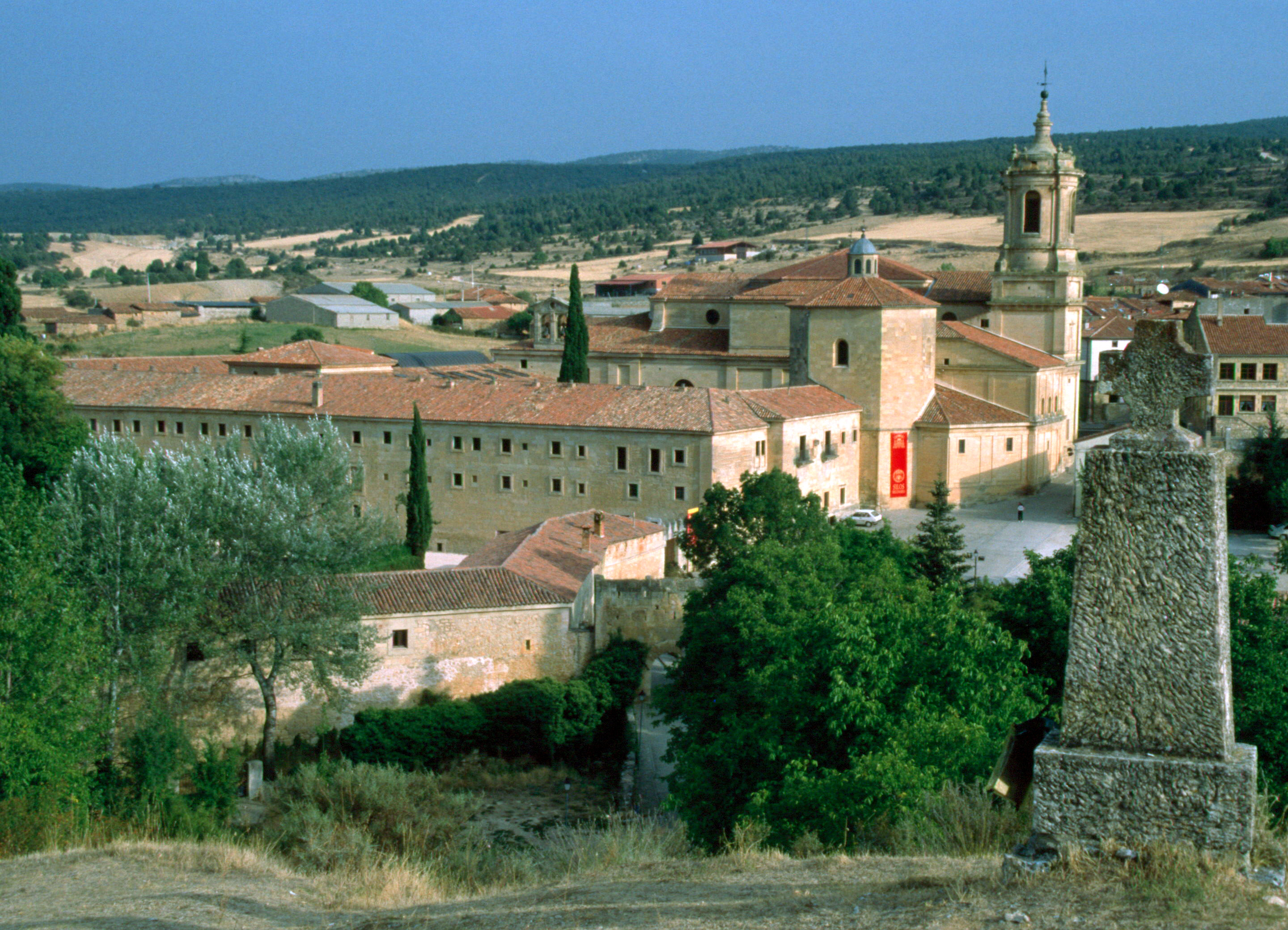
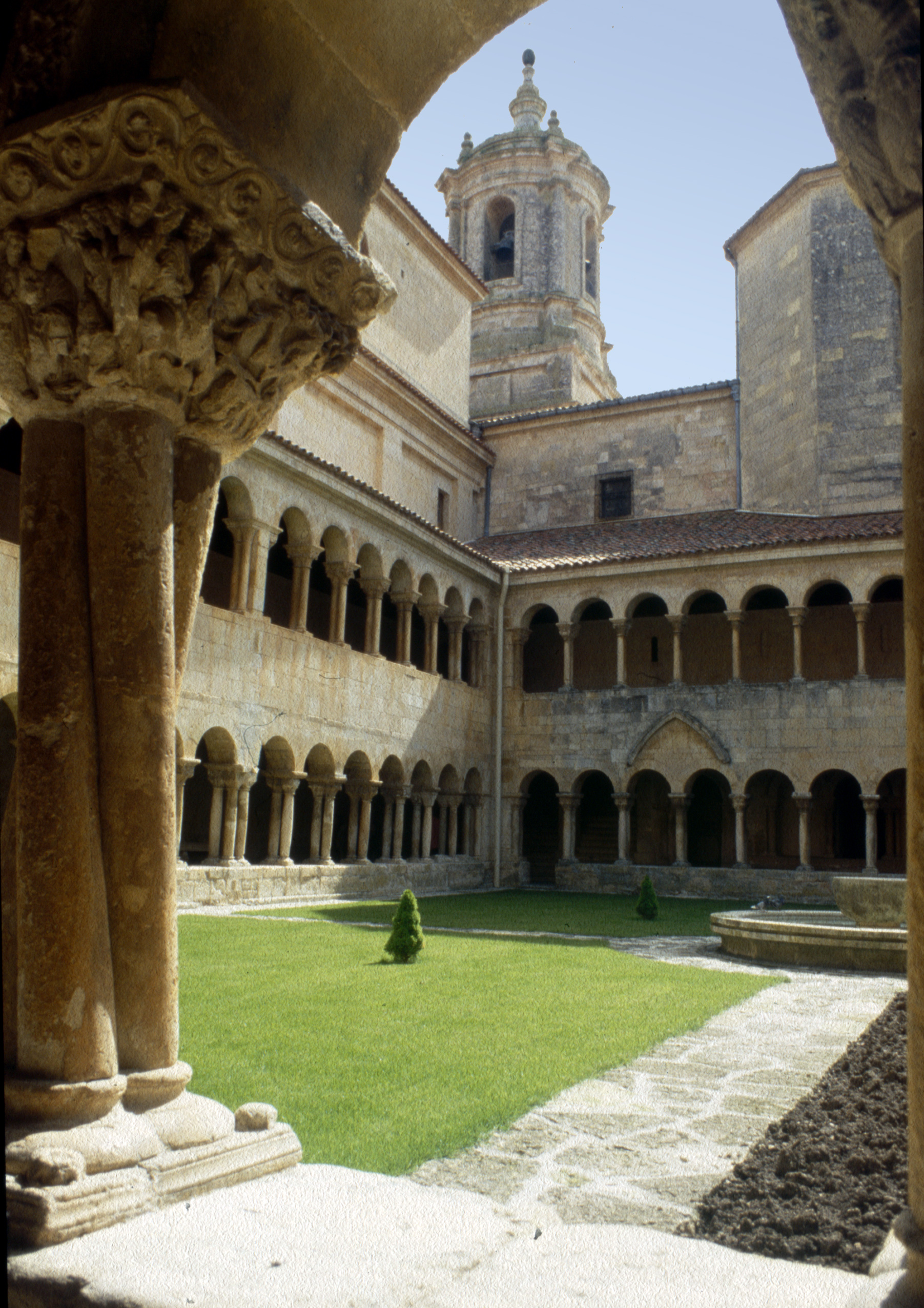
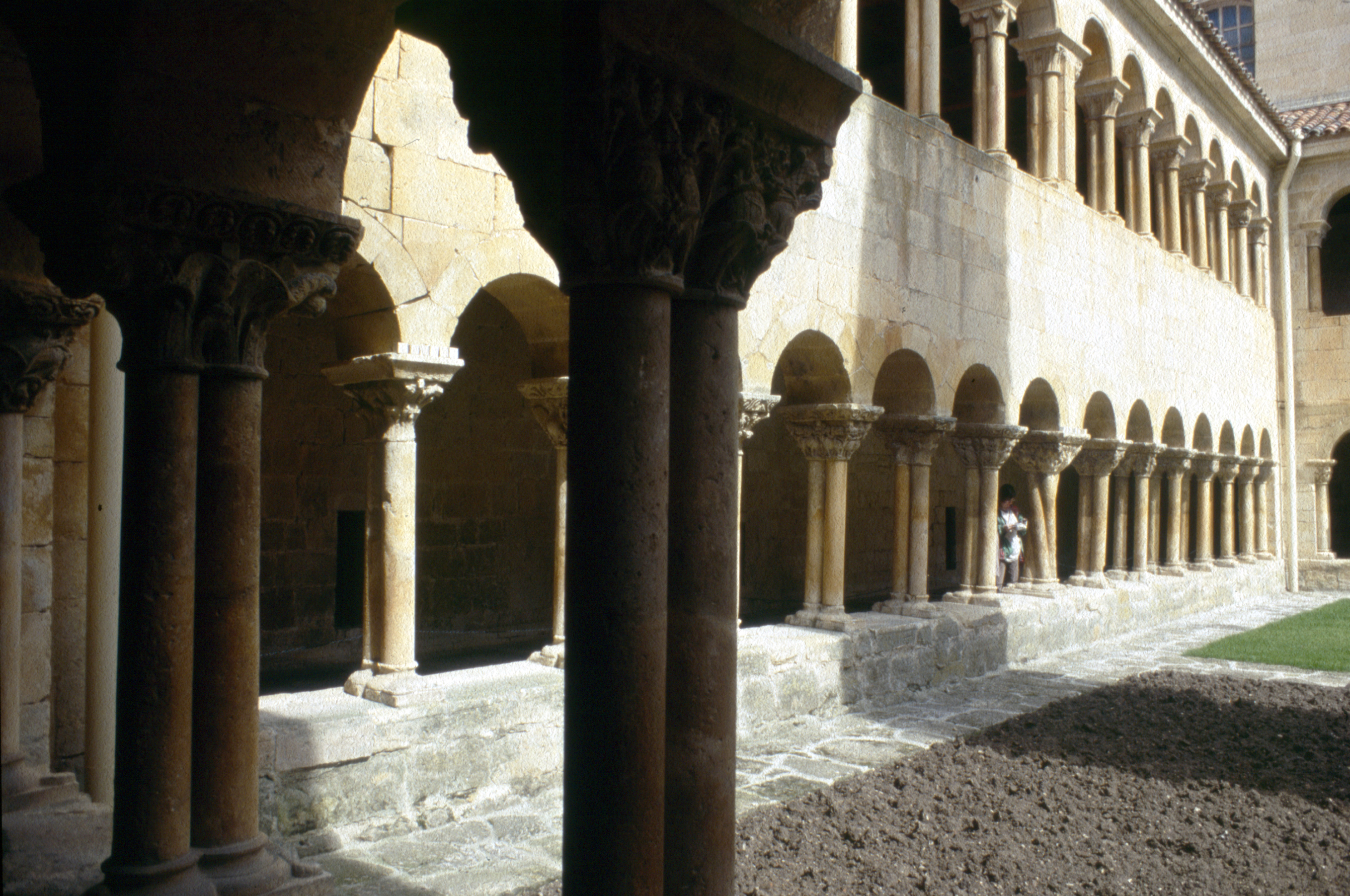
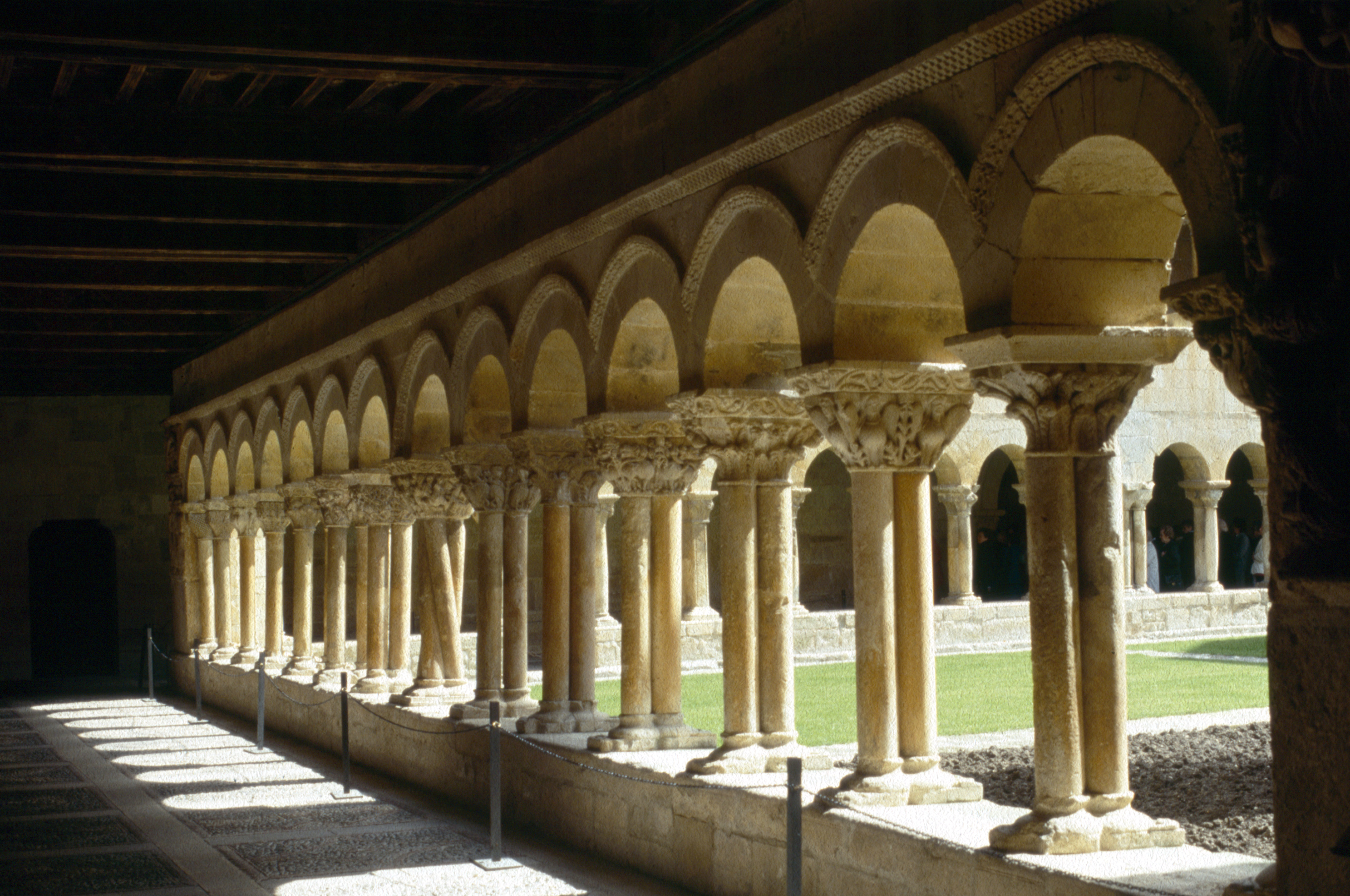
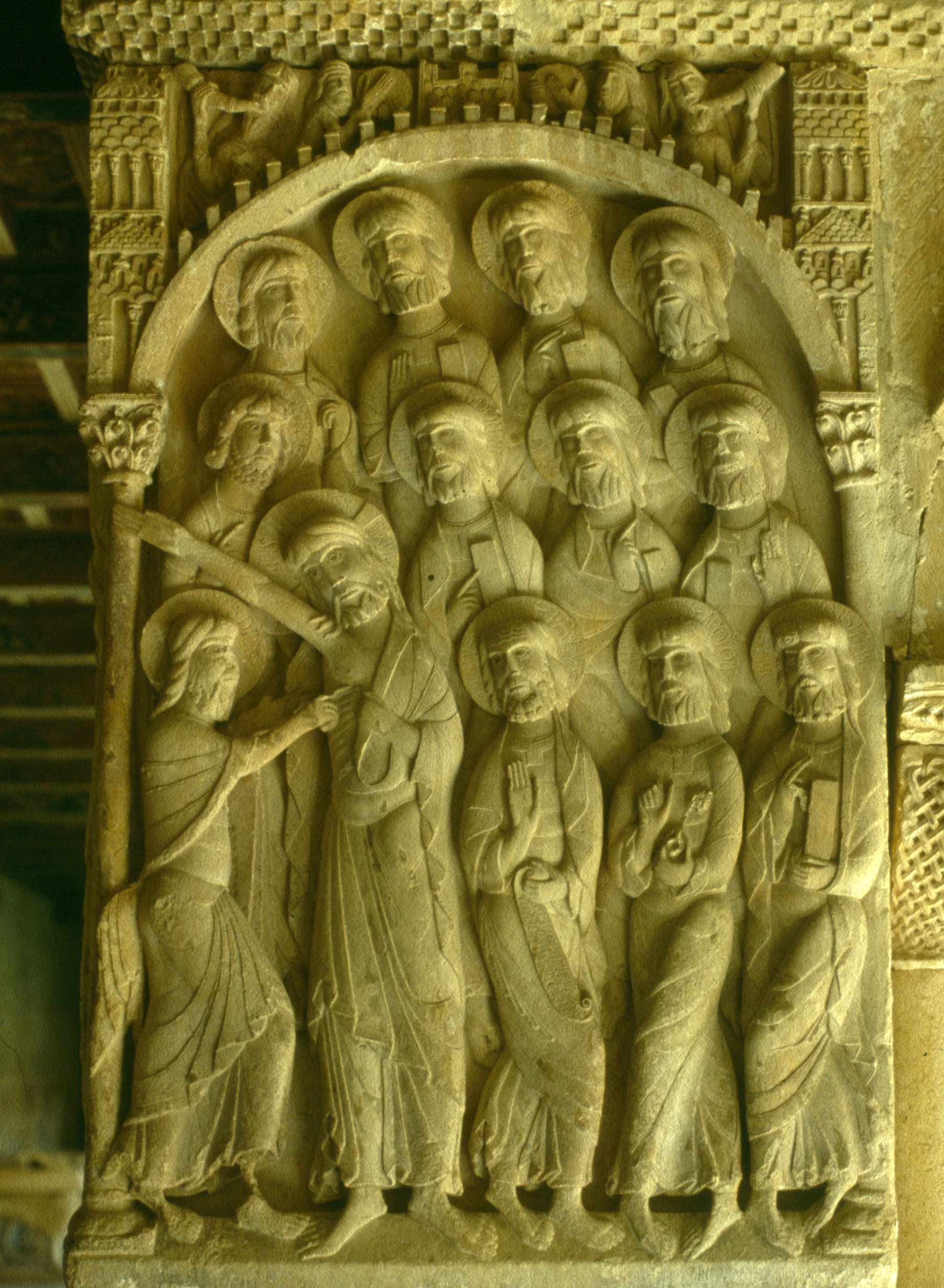
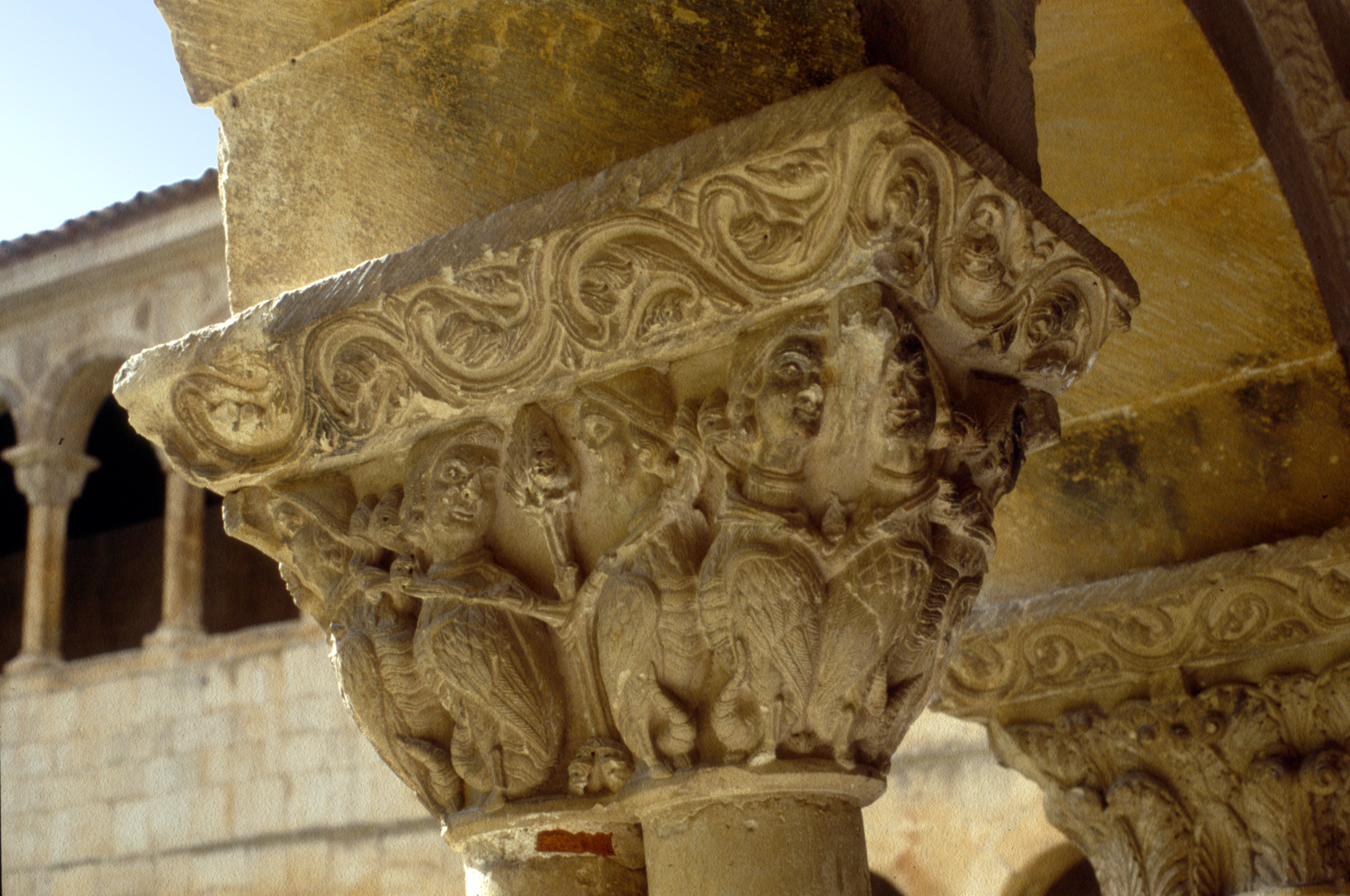
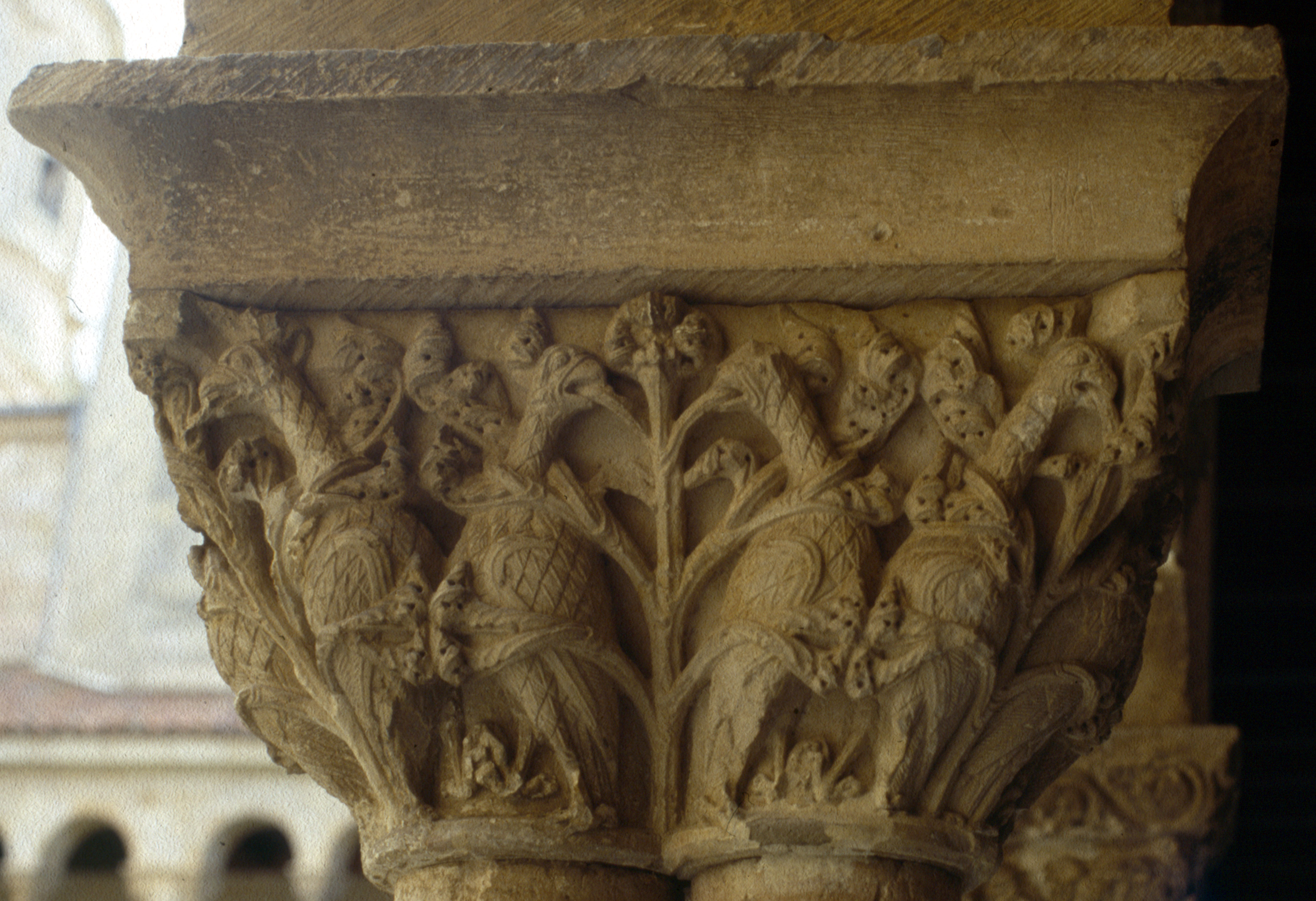
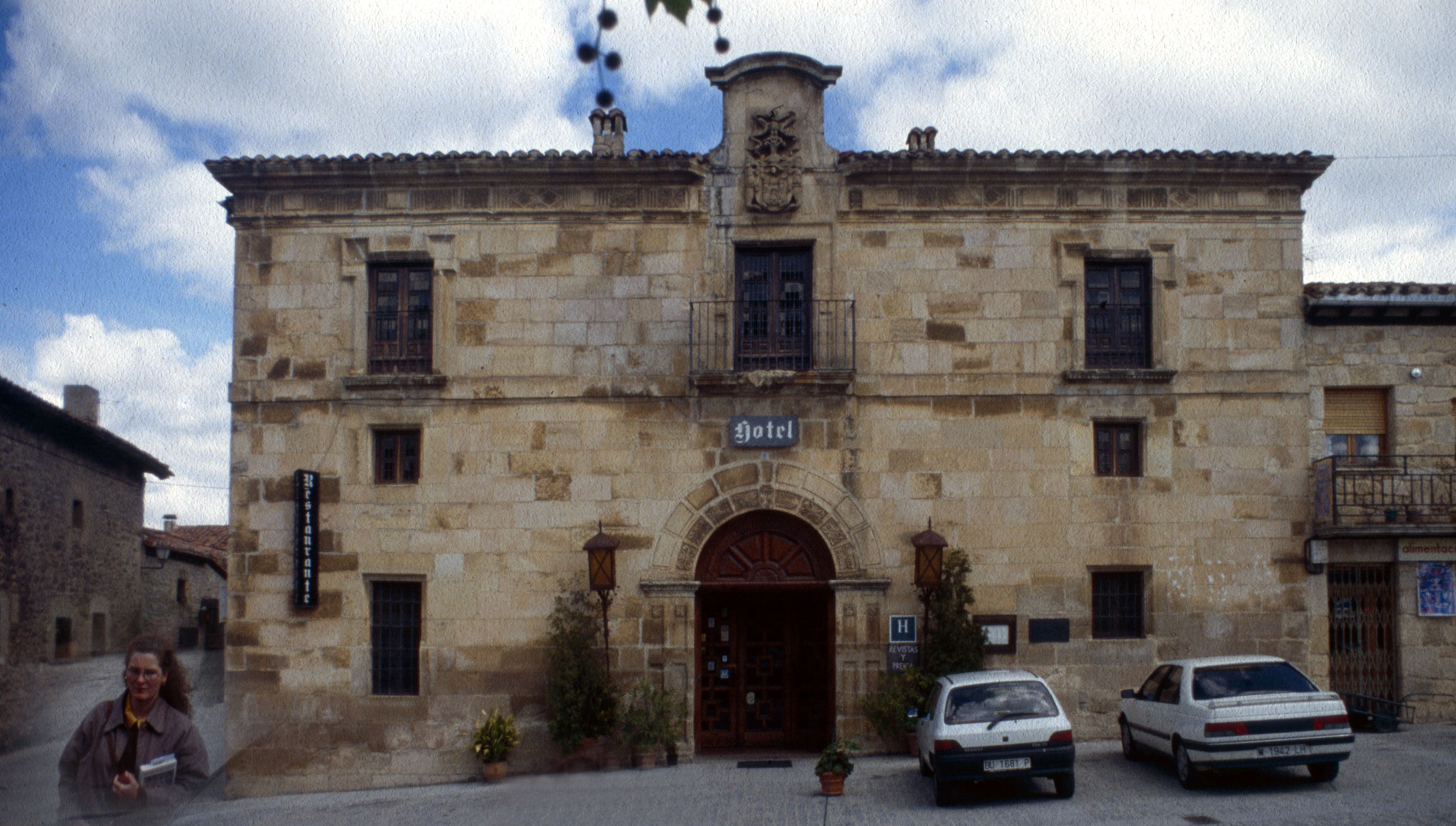